# El Kharrouba
El Kharrouba là một đô thị thuộc tỉnh Boumerdès, Algérie. Dân số thời điểm năm 2002 là 8.143 người.